# Phaeosphaeria juncicola
Phaeosphaeria juncicola är en svampart som först beskrevs av Rehm ex G. Winter, och fick sitt nu gällande namn av L. Holm 1957. Phaeosphaeria juncicola ingår i släktet Phaeosphaeria och familjen Phaeosphaeriaceae.  Arten är reproducerande i Sverige. Inga underarter finns listade i Catalogue of Life.